# آوتوکوبان
آوتوکوبان (روسی: Краснодарский механический завод нестандартного оборудования) شرکت خودروسازی روس است، که در سال ۱۹۶۲ تأسیس شد.